# Samuel Aru Bol
Samuel Aru Bol (Rumbek, Lakes 1929 - 18 de novembre del 2000) fou un polític destacat del Sudan del Sud. Antic vicepresident del sud durant l'autonomia, i signant de l'Acord de Khartum de 1997 (mai implementat).

## Primers anys
Fou elegit parlamentari a les eleccions de 1968. Després dels acords d'Addis Abeba va formar part del govern regional amb Abel Alier. Aquest va patir la dimissió de quatre ministres el 1974, va fer detenir (breument) a Clement Mboro, el que va polaritzar la política a Juba; el 1976 foren les detencions de dos altres membres de la vella guàrdia, Joseph Oduho i Benjamin Bol acusat de voler reactivar l'Anya Anya i ocupar Juba, si bé foren alliberats a l'amnistia del desembre de 1977 dictada per Gaafar al-Numeiry en el procés de reconciliació nacional endegat. L'oposició es va concentrar en el general Joseph Lagu; aquest era el rival d'Alier dins del moviment sudista en teoria unit; Lagu no era un polític sinó un militar; estava ressentit perquè era ell com a dirigent de les forces rebels el que havia aconseguit l'autonomia i no havia rebut cap recompensa excepte el nomenament com a major general; Lagu rebia suport de Sadiq al-Mahdi, que tot i que ara s'havia reconciliat amb Numeiry, representava l'oposició nacional a aquest. Numeiry estava, tanmateix, encantat amb el fet que Lagu tingués aspiracions polítiques per deixar així de banda a aquest general sudista mai acceptat a l'exèrcit nordista, i satisfer els seus oficials que sovint li reclamaven apartar-lo. El vicepresident Abul Qassim Muhammad Ibrahim, enviat de Nimeiry, va convèncer a Alier de retirar-se calladament i deixar pas a Lagu. El desembre de 1977 l'assemblea va quedar formalment dissolta per final del període i es van preparar les eleccions per començament del 1978. El febrer de 1978, sense cap més candidat, Joseph Lagu era elegit president de l'Alt Consell Executiu (equivalent a President regional). Nimeiry va cobrir ben aviat el seu lloc a l'exèrcit. A l'Assemblea Samuel Aru Bol fou elegit president i Lagu el va designar com el seu vicepresident (càrrec de nova creació).
Lagu era un sudista ple de bones intencions, però no tenia habilitat política. Es va enemistar aviat amb els que l'havien pujat al poder, va manipular l'assemblea, va tenir relacions complicades amb Nimeiry i es va rodejar d'una cort de gent de la província d'Equatoria (la seva pròpia) als que va donar una sèrie d'alts càrrecs (directors regionals) ben retribuïts. Això va provocar l'hostilitat dels dinka de Bahr al-Ghazal i els nuer de l'Alt Nil, tot i que les obres es van notar sobre el terreny. Lagu fou acusat de malversació però l'acusació principal es va dirigir contra Aru Bol, per haver manejat fraudulentament 30.000 lliures destinades als refugiats. Clement Mboro, Abel Alier i altres del grup dinka van encapçalar l'oposició i 24 membres de l'assemblea van acusar Lagu d'actuar contra la constitució i un temps després van demanar el seu cessament al president Nimeiry. Finalment, posada la demanda d'inconstitucionalitat a la Cort Suprema, Nimeiry va haver de designar un president interí, Peter Gatkuoth. Finalment, abans de la decisió de la Cort, Nimeiry va dissoldre l'assemblea el febrer de 1980 i es van celebrar noves eleccions. El maig Abel Alier era elegit per segona vegada. Alier va formar un govern equilibrat de dinkas i equatorians, sense Aru Bol, i va pressionar pel repartiment dels fons de desenvolupament. El 5 d'octubre de 1981 el president Nimeyri va dissoldre (de manera contrària a la constitució) l'Assemblea Nacional Popular i l'Assemblea Popular de la Regió del Sud només 18 mesos després de les darreres eleccions de 28 d'abril i 10 de maig de 1980; el motiu al·legat era que s'havien d'establir cinc noves regions i que el nombre de membres de l'Assemblea Popular s'havia de reduir de 366 a 151. Llavors Nimeiry va nomenar president interí al general sudista (però musulmà) Gismalla Abdalla Rassas, recomanat per Lagu, que encara que regionalista, no era un polític i estava disposat a acceptar les indicacions que se li fessin.
Aru Bol era regionalista contrari a la divisió del Sudan del Sud en tres regions i va participar amb altres polítics, principalment dinkes, a la formació del Consell per la Unitat del Sudan del Sud (Council for Unity of Southern Sudan CUSS) sent arrestat el 4 de gener de 1982 junt amb Clement Mboro, i altres. La supressió de l'autonomiai la divisió del Sudan en tres estats es va fer el juny de 1983.
Després que Nimeiri fos destituït pel cop d'estat d'abril de 1985, Samuel Aru Bol fou nomenat vice-primer ministre en el Govern Militar Transitori del President Abd ar-Rahman Siwar al-Dahad. Llavors va crear l'Associació Política dels Sudanesos del Sud (Southern Sudanese Political Association SSPA), que va aconseguir 10 escons a les eleccions de 1986. El juliol de 1987 es va unir a altres grups per formar una coalició anomenada Unió de Partits Africans Sudanesos (Union of Sudanese African Parties USAP), que va dirigir James Eliaba Surur.

## Règim d'Omar al-Bashir
Samuel Aru Bol i uns altres polítics foren arrestats després del cop de 30 de juny de 1989 que portà a Omar al-Bashir i Hasan al-Turabi al poder. Va restar detingut sis mesos sense judici ni acusació. James Eliaba, empresonat igualment, fou torturat i va poder marxar després a l'exili a Uganda. El 1991 Aru Bol tenia 62 anys, estava casat i amb 8 fills; llavors fou arrestat a Khartum, el 14 d'octubre de 1991, per criticar una decisió governamental que establia l'educació en àrab al Sudan del Sud i al del Nord pels desplaçats per la guerra, en lloc de l'anglès; era un pas més en la imposició de l'àrab per eliminar la identidad cultural dels sudistes que sempre havien estat instruïts en anglès.
Des de 1994 a 1998, Samuel Aru Bol va estar a Nairobi, Kenya, amb John Garang, líder del Moviment d'Alliberament del Poble Sudanès. Tanmateix, en una entrevista de 1998 suscitava dubtes sobre la sinceritat de Garang en la recerca de la pau. El 1996 Samuel Aru Bol va acceptar signar la Carta de Pau Preliminar, i el 21 d'abril de 1997 signava l'Acord de Khartum impulsat per Riek Machar, com representatiu de l'USAP, assumint una autoritat que no va justificar. Aru va morir de diabetis a Khartum el 18 de novembre de 2000.